# Xantatge a una milionària
Xantatge a una milionària (títol original en alemany, In der Falle) és un telefilm d'ARD del 2014. La pel·lícula es va estrenar al Festival de Cinema de Múnic el 2014. Es va emetre per primer cop l'11 de novembre de 2015. S'ha doblat al valencià per a À Punt.